# Starshine Legacy
Starshine Legacy je hra o koních pro Windows, která byla vydána v letech 2004 až 2006. Hra byla původně k dispozici pouze v jezdeckém klubu Pollux (v České republice Pony club), ale  později se začala prodávat i v obchodech.
Starshine Legacy vydaly společnosti Stabenfeldt AB a Hidden, ale původními vývojáři hry jsou Pixel Tales. Hra sleduje dobrodružství speciálního koně Starshine a dívky jménem Lisa, která se právě přestěhovala do Jorviku. K dobrodružství se přidávají i noví přátelé Anne, Alex a Linda. Všichni mají své vlastní  koně. Práva na Starshine Legacy byla v roce 2011 prodána a nyní je známá jako Star Stable Online.

## Díly

### Starshine Legacy 1 - Tajemství duchů na koních[1]
Hlavními postavami prvního dílu jsou Lisa a její kůň Starshine.
Lisa je dospívající dívka, která se kvůli otcově nové práci přestěhovala z velkoměsta do malého a odlehlého přímořského městečka Jorvik. Lisa měla v dětství nehodu na koni, a proto se koní bojí. Potřebuje však dát své nové kamarádce Lindě klíče od školní skříňky, které si od ní půjčila, a tak se Lisa vydá do jorvických stájí. V jízdárně Lisa zjistí, že má podivné spojení s koněm Starshine. Starshine se necítí dobře, ale Lisa má moc léčit, s níž mu může pomoci. Později Starshine zmizí. Je jasné, že za zmizením stojí podivný pan Sands a lstivá Sabine. Lisa musí Starshine zachránit ze spárů pana Sandse. Nakonec se Lisa musí zúčastnit závodu se Sabine a jejím koněm Kaahnem.

### Starshine Legacy 2 - Záhada panství Borovicový vrch[2]
Druhá část se zabývá Lindou a jejím parkurovým koněm Meteorem. Lindina zvláštní schopnost spočívá v tom, že dokáže vidět do minulosti i budoucnosti a zachránit Jorvik před budoucím zlem.
Linda také objeví schopnost komunikovat se svým koněm. Linda má podivné vize ohledně Borovicového vrchu, panského sídla na okraji Jorviku. První vizi panského sídla má u dveří stáje a poté se zeptá Hermana na toto panství. Herman Lindě zakáže, aby se k panskému sídlu přiblížila. Brzy má Linda další vizi: na jorvické přehradě je bomba. Lindiným úkolem je zachránit Jorvik před povodní. Podaří se jí však bombu zneškodnit a zachránit Jorvik. Po zneškodnění bomby čeká Lindu parkurová soutěž, kde musí porazit Sabine a Kaahna.

### Starshine Legacy 3 - Legenda o Pandorii[3]
Hlavními postavami třetí části jsou Anne a její drezurní kůň Concorde. Anninou zvláštní schopností je schopnost překročit hranice přístupu smrtelníků a vstoupit do Pandorie, zvláštního místa, které je ve skutečnosti Země nočních můr.
Anne se snaží vyhrát modelingovou soutěž Glamour: kde se utká s krásnou Jessicou, která se ukáže jako princezna temnoty a Sandsova asistentka. Natáčení začíná ve škole a brzy končí v Jorvikské jízdárně. Jessica se proti Annině vůli dostane k pózování s Concordem, ale Jessicin dotek přenese duši koně do úplně jiného světa, Pandorie. Anniným úkolem je získat svého koně zpět a odvézt Jessicu na loď Garnok, což je velký portál na vrtné plošině Dark Core. Úkol je úspěšný a zároveň je pan Sands uvězněn v hlubinách portálu. Anne se poté účastní drezurní soutěže v Jorvikské jízdárně.

### Starshine Legacy 4 - Hádanka jménem Dark Core[4]
Síly posledního Soul Ridera se probouzejí. Tentokrát jsou hlavními postavami Alex a její kůň Tin-Can. Alex objevuje svou vlastní sílu, děsivou sílu válečníka, která jí umožňuje ničit a proměňovat nepřátele v kámen.
Čtvrtý a poslední díl Starshine Legacy vezme Alex na závratné dobrodružství, kde se postaví děsivému panu Sandsovi a zlé Katje. Katja unese Alexina malého bratra Jamese. Nyní osud Jorviku závisí pouze na Alex a úkol nebude snadný. Když Soul Riders dostanou Jamese zpět domů, James ukáže Lindě vizi, kterou viděl, když byl zhypnotizován. Ukáže se, že pan Sands získal pečeti ze sil Soul Riders a hodlá je použít k osvobození Garnoka. Nakonec Soul Riders pečeti prolomí a zabrání Garnokovi v osvobození. Ale unikne Garnok i tak ze svého vězení?